# Маторин, Владимир Анатольевич
Влади́мир Анато́льевич Мато́рин (род. 2 мая 1948, Москва, СССР) — советский и российский оперный певец (бас-профундо), педагог, профессор. С 1991 года — солист Большого театра. Основатель, председатель правления благотворительного «Фонда возрождения культуры и традиций малых городов Руси».
Народный артист Российской Федерации (1997). Лауреат Премии Правительства РФ (2015).

## Биография
Владимир Маторин родился 2 мая 1948 года в Москве в семье военного (отец полковник, командир части). Детство Владимира прошло в военных городках. По его собственным воспоминаниям, мальчиком любил бродить по лесу и распевать всё, что слышал по радио. Незабываемое впечатление детства — первый спектакль, увиденный в Большом театре, — опера Римского-Корсакова «Царская невеста».

### Начало карьеры
В 1974 году окончил Гнесинский институт (ныне Российская академия музыки имени Гнесиных), где его педагогом был Евгений Васильевич Иванов, также солист Большого театра в 1944—1958 годах. Среди других педагогов певец с любовью вспоминает С. С. Сахарова, М. Л. Мельтцер, В. Я. Шубину.
1974—1991 года Владимир Анатольевич посвятил Московскому академическому музыкальному театру имени К. С. Станиславского и В. И. Немировича-Данченко. В 1989 году Борис Годунов в его исполнении был признан международной музыкальной общественностью лучшей оперной партией года.

### Преподавательская деятельность
С 1991 года преподаёт в Российской академии театрального искусства, с 1994 по 2005 год — профессор и заведующий кафедрой вокального искусства.

### Солист Большого театра
Солистом оперной труппы Большого театра является с 1991 года. Был приглашён Е. Ф. Светлановым в 1990 году для исполнения партии князя Юрия в опере Сказание о невидимом граде Китеже и деве Февронии Н. А. Римского-Корсакова. В репертуаре артиста около 90 партий.
Пел на лучших сценах мира, с гастролями выступал в Англии, Италии, Ирландии, Франции, Бельгии, Нидерландах, Германии, Испании, Швейцарии, Польше, Чехии, Югославии, Турции, Греции, Эстонии, Узбекистане, на Украине, в Китае, Японии, Монголии, Южной Корее, США, Канаде, Мексике, Новой Зеландии, на Кипре.
Важная часть творчества артиста — концерты в городах России, выступления на радио и телевидении, звукозапись.
В 1993 году принимал участие в Уэксфордском фестивале (Ирландия) в постановке оперы П. Чайковского «Черевички». В том же году спел заглавную партию в «Борисе Годунове» Большом театре Женевы.
В 1994 исполнил партию Головы в опере Н. Римского-Корсакова «Майская ночь» в Кёльнской филармонии, а Бориса Годунова спел в Лирической опере Чикаго.
В 1995 партию Головы («Майская ночь») исполнил на Уэксфордском фестивале в Ирландии (дирижёр Владимир Юровский).
В 1996 пел Досифея («Хованщина») в Опере Нанта (Франция), Бориса Годунова в Национальном театре в Праге и Пимена («Борис Годунов») в Опере Монпелье (Франция).
В 1997 пел Бориса Годунова в хьюстонской Гранд Опера (США).
В 1998 участвовал в концертном исполнении оперы «Чародейка» П. Чайковского в лондонском концертном зале Фестивал Холл (Королевская опера, дирижёр Валерий Гергиев), выступил в партии Мендозы в опере «Обручение в монастыре» С. Прокофьева в Большом театре Женевы и в партии Бури-Богатыря в концертном исполнении оперы «Кащей бессмертный» Н. Римского-Корсакова с Лондонским филармоническим оркестром в зале Фестивал Холл (дирижёр Александр Лазарев).
В 1999 выступил в партии Царя Додона («Золотой петушок») в спектакле Королевской оперы на сцене лондонского театра Садлерс Уэллс (дирижёр Геннадий Рождественский).
В 2001 исполнил партию Мендозы в Лионской опере (дирижёр Олег Каэтани).
В 2002 исполнил партию Пимена («Борис Годунов») в Парижской национальной опере на сцене Оперы Бастилия (музыкальный руководитель и дирижёр Джеймс Конлон, режиссёр Франческа Замбелло) и партию Бориса Годунова в Лионской опере (дирижёр Иван Фишер, режиссёр Филипп Химмельман, совместная постановка с Национальным театром Мангейма).
В 2003 пел заглавную партию в опере «Борис Годунов» в театрах Окленда и Веллингтона (Новая Зеландия) и в той же опере партию Варлаама в спектакле Королевской оперы на сцене лондонского театра Ковент-Гарден (постановка Андрея Тарковского, дирижёр Семён Бычков, среди партнёров Джон Томлинсон, Сергей Ларин, Ольга Бородина, Сергей Лейферкус, Владимир Ванеев).
В 2004 дебютировал в партии Пимена в нью-йоркском театре Метрополитен-опера (дирижёр Семён Бычков), спел Пимена и Варлаама («Борис Годунов») в театре Лисео в Барселоне (Испания).
В 2008 исполнил партию Квартального в опере Д. Д. Шостаковича «Леди Макбет Мценского уезда» в театре Maggio Musicale Fiorentino (Италия).
В 2009 исполнил партию Афрания в рок-опере А. Градского «Мастер и Маргарита».

### Исполнитель духовной музыки
Один из лучших исполнителей духовной музыки, Владимир Маторин выступает в сопровождении Капеллы музея «Московский Кремль» под руководством Геннадия Дмитряка с программами из песнопений Русской православной церкви (Апостол Николаев-Струмский, Михаил Строкин, Павел Чесноков, Александр Гречанинов, Сергей Рахманинов).
На юбилейном вечере артиста в Большом театре побывал Патриарх Московский и всея Руси Алексий II.

### Общественная деятельность
Владимир Анатольевич Маторин является главой и основателем «Фонда возрождения культуры и традиций малых городов Руси», основанного в 2006 г. Солист Большого театра с плотным графиком и контрактами за рубежом, находит время для поездок по России. Много выступает с благотворительными концертами — в Зарайске, Суздале, Александрове, Шуе, Кинешме, Вологде, Коломне, Владимире, Переславле-Залесском. Сборы от которых идут на строительство храмов, церковных школ и др.

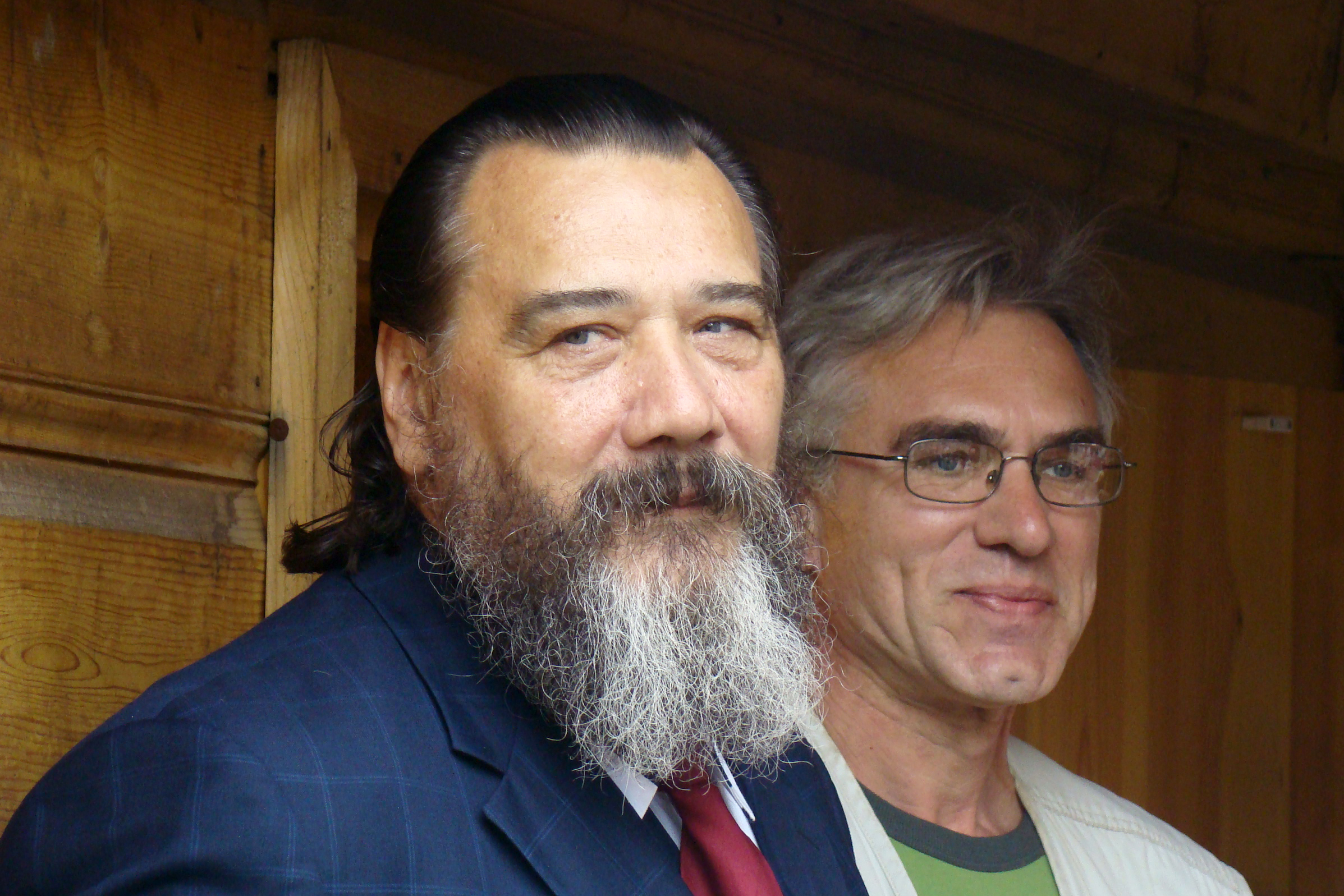

Ежегодно фондом проводится Бахрушинский фестиваль, фестиваль «Жемчужины России».
Начиная с 2012 года на территории Храма Софии Премудрости Божией, расположенного на Софийской набережной Москва -реки напротив Кремля, организуются концерты духовной, классической и народной музыки, посвящённые празднованию Дня Крещения Руси и православного праздника Дня равноапостольного великого князя Владимира.
А начиная с 2015 года с огромным успехом проводится общероссийский фестиваль православной культуры и традиций — «София». В рамках которого проходят музыкальные смотры-конкурсы творческих коллективов из всех уголков России и традиционный праздничный концерт, в котором так же выступают победители конкурса. Идея проведения фестиваля православной культуры и традиций малых городов и сельских поселений «София», принадлежит народному артисту Владимиру Маторину и настоятелю Храма Софии Премудрости Божией в Средних Садовниках протоиерею Владимиру Волгину.
За время существования Фонд оказал помощь в восстановлении и учреждении памятников культуры и истории во многих городах Московской, Владимирской, Тверской, Калужской, Ярославской и других областей центрального региона России. В 2013 году председатель Фонда возрождения культуры и традиций малых городов Руси, В. А. Маторин получил медаль от Министерства обороны РФ « За укрепление боевого сотрудничества» за проведение совместных концертов с Российской Армией. Кроме того, В. А. Маторин неоднократно выступал перед военно-дипломатическим корпусом.

## Семья
- Жена — Светлана Маторина, профессор Российской академии музыки им. Гнесиных;
  - сын — Михаил;
    - внуки — Анна, Екатерина, Мария и Сергей.

## Награды
- Орден «За заслуги перед Отечеством» III степени (29 апреля 2008 года) — за большой вклад в развитие отечественного музыкального искусства и многолетнюю творческую деятельность[7]
- Орден «За заслуги перед Отечеством» IV степени (22 марта 2001 года) — за большой вклад в развитие отечественного музыкально-театрального искусства[8]
- Орден Дружбы (29 апреля 2019 года) — за большой вклад в развитие отечественной культуры и искусства, многолетнюю плодотворную деятельность[9]
- Народный артист Российской Федерации (22 января 1997 года) — за большие заслуги в области искусства[1]
- Заслуженный артист РСФСР (1986)
- Премия Правительства Российской Федерации в области культуры (2015)
- Почётный знак «За заслуги в развитии культуры и искусства» (17 апреля 2014 года, Межпарламентская ассамблея СНГ) — за значительный вклад в формирование и развитие общего культурного пространства государств — участников Содружества Независимых Государств, в реализацию идей сотрудничества в сфере культуры и искусства, воспитание, подготовку творческих кадров[10]
- Почётная грамота Совета МПА СНГ (27 ноября 2014 года, Межпарламентская ассамблея СНГ) — за активное участие в проведении международного телекинофорума «Вместе», вклад в укрепление дружбы между народами государств — участников Содружества Независимых Государств[11].
- Нагрудный знак РФ «За вклад в российскую культуру» (2018, Министерство культуры Российской Федерации)[12].
- II премия Международного конкурса музыкантов-исполнителей в Женеве (1973)
- II премия Всесоюзного конкурса вокалистов имени М. И. Глинки (1977)
- Национальная оперная премия «Онегин» в номинации «Легенда»  (2021)
- Премия «Легенда» VII Фестиваля музыкальных театров «Видеть музыку»  (2022)
- Национальная премия «Имперская культура» имени Эдуарда Володина (2013)[13]

## Фильмография
- 1998 — «Владимир Маторин. Штрихи к портрету» — документальный фильм, 1998 г., 26 мин., режиссёр Никита Тихонов